# Manfredasläktet

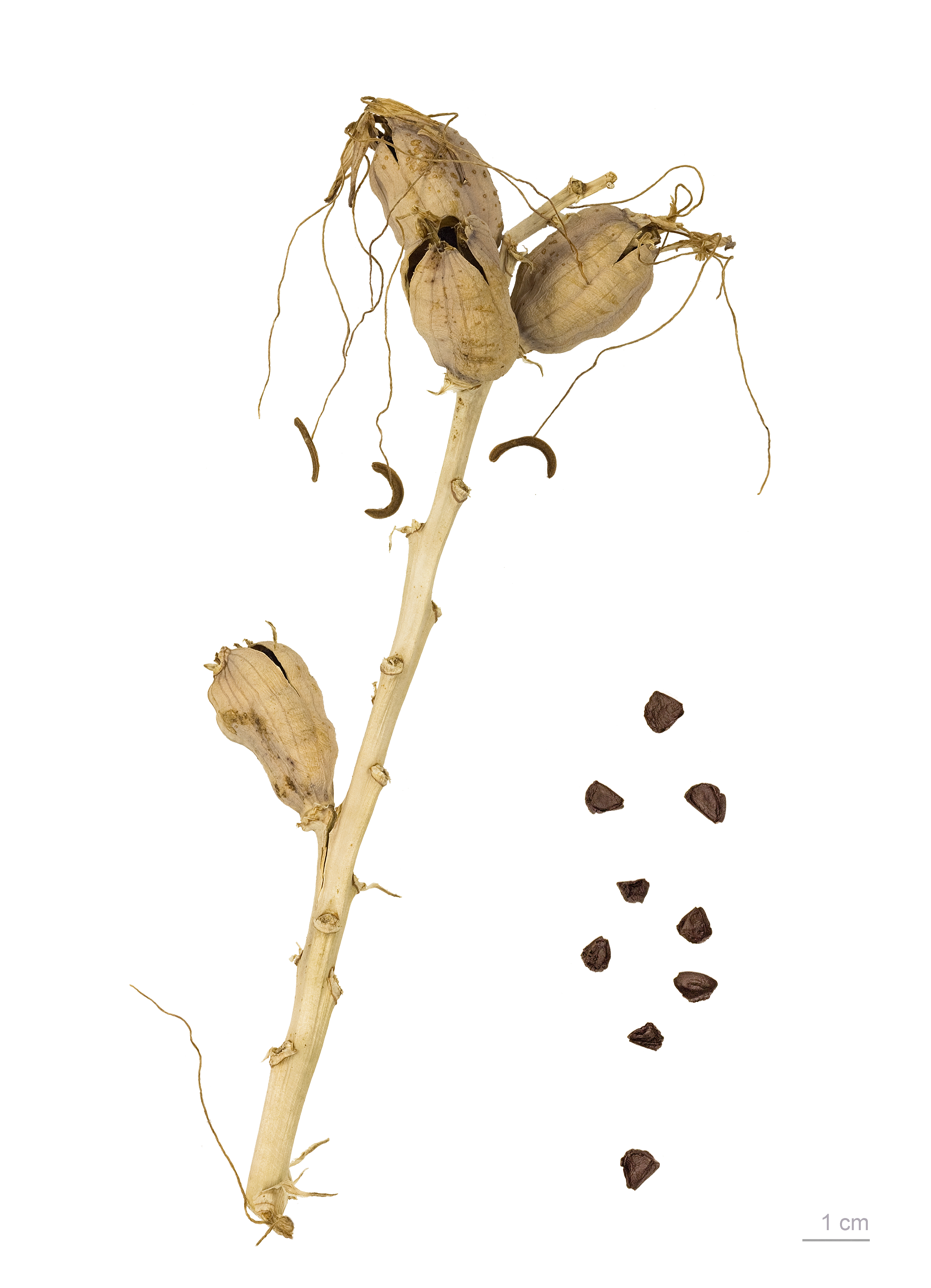
Manfreda maculosa

Manfredasläktet (Manfreda) är ett släkte i familjen agaveväxter med 26 arter utbredda från södra  USA till Mexiko, Honduras och El Salvador. De odlas sällsynt i specialsamlingar i Sverige.